# Andrésy
Andrésy är en kommun i departementet Yvelines i regionen Île-de-France i norra Frankrike. Kommunen ligger i kantonen Andrésy som tillhör arrondissementet Saint-Germain-en-Laye. År 2022 hade Andrésy 13 663 invånare.

## Befolkningsutveckling
Antalet invånare i kommunen Andrésy
| Referens: INSEE |